# Syllepte proctizonalis
Syllepte proctizonalis là một loài bướm đêm trong họ Crambidae.